# Парк имени Коста Хетагурова

Бай-Гора. Фото XIX века

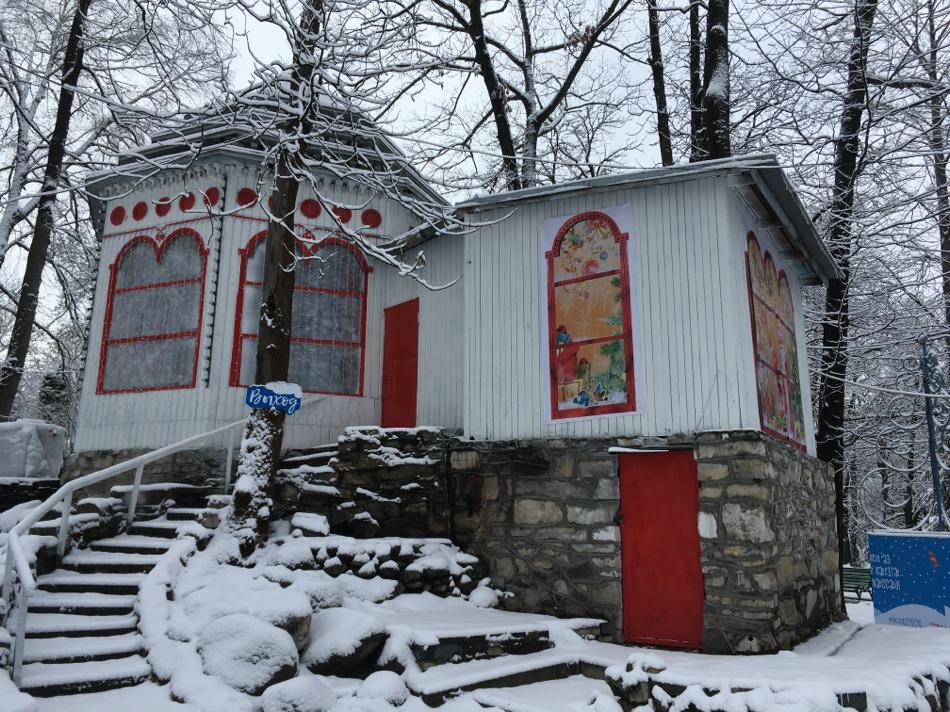
Современное кафе на Бай-Горе

Центральный парк культуры и отдыха имени Коста Хетагурова — парк в Иристонском муниципальном округе города Владикавказа, Северная Осетия.
Старейший парк на Северном Кавказе. Памятник градостроительства и архитектуры, объект культурного наследия. Внесён в реестр ботанических Памятников природы Северной Осетии.
Назван в честь осетинского поэта Коста Хетагурова.

## Расположение
Находится на месте бывшей пойменной зоны реки Терек, на её правом берегу, между Чугунным и Кировским мостами. Центральный вход в парк расположен на нечётной стороне проспекта Мира. Парк пересекает улица Максима Горького с выходом на мост Кладки. Восточная часть парка выходит на бульвар, который является также ботаническим памятником природы Северной Осетии. В центре парка находится два пруда, и в его нижней части — искусственные протоки. Около Чугунного моста (у южного входа в парк) располагаются искусственные водозаборно-очистные сооружения, предназначенные для снабжения водой паркового пруда и в прошлом — завода «Электроцинк».
Общая площадь — 15,9306 га, протяжённость границ земельного участка — 3210 м.

## История
В 30-х годах XIX столетия возле комендатуры Владикавказской крепости был разбит сад, который стал называться Комендантским. Он занимал площадь верхней террасы современного парка. В начале 1840-х годов комендантом крепости генерал-майором П. П. Нестеровым были устроены верхняя часть парка «Монплезир» и бульвар, который до 1888 года носил название Нестеровского. В 60-х годах XIX столетия сад стал называться как Городской парк.
Нижняя часть парка площадью 13 га начала создаваться в 1890-х годах, когда начальник штаба 21-й армии полковник М. Р. Eрофеев решил организовать в городе велосипедное общество. Вместе с единомышленниками он расчистил участок между Тереком и Александровским проспектом. Позднее он высадил там же деревья и кустарники, а затем устроил фонтан, веранду для оркестра, каток, горки для катания. В набережной части парка Ерофеевым из разросшихся деревьев были сформированы прекрасные тенистые аллеи с названиями «Аллея любви» и «Стрелка».
В начале 90-х годов XIX века в парке был устроен велодром, а 1-го апреля 1893 года состоялось официальное открытие «Общества любителей велосипедного спорта» (с 1911 года — "Спортивное общество «Трек»). С этого времени парк стал именоваться «Трек», и в нём регулярно проводились велогонки.
В середине 90-х годов XIX века, М. Р. Ерофеев передал парк в дар городу. По преданию, полковник похоронен в гроте посреди пруда. Возможно, именно поэтому, этот грот на почтовых открытках того времени именовался Ерофеевский.
В последующие годы в парке была создана система прудов с островами, лодочная станция, купальни. Парк постепенно стал называться «Монплезир» (Моё удовольствие).
В начале XX века в парке был сооружён зоопарк, в зимнее время пруды использовались как катки. После Октябрьской революции парк стал называться «Пролетарский парк».
22 сентября 1939 года Пролетарский парк в связи с празднованием 80-летия осетинского поэта Коста Хетагурова решением Президиума Городского Совета города Орджоникидзе был переименован в парк имени Коста Хетагурова.
С момента открытия парка возле прудов располагался так называемый Восточный павильон, представлявший собой комплекс деревянных сооружений, выполненных в мавританском стиле. В середине 1930-х годов здание было снесено, а на его месте построен лекторий (позже — читальный зал). В середине 1960-х годов данное здание также было снесено, а на его месте построено здание ресторана «Нар», который действовал до 1986 года. В 1986 году ресторан переоборудовали в «Центр молодежи», а оказание услуг общепита перестало быть его главной функцией. В конце 1980-х фасады здания были перестроены, а Центр молодежи переименовали в Республиканский выставочный центр «Иртекс», где проводились выставки драгоценных камней и предметов искусства. Однако, в данном качестве центр проработал недолго, и уже к началу XXI века прекратил функционирование. В 2009 планировалось передать здание в собственность Государственного центра современного искусства. Был разработан проект реконструкции здания и разобран фасад здания. Однако, проект так и не удалось осуществить, а заброшенное в течение многих лет здание пришло в аварийное состояние. Весной 2021 года в ходе реконструкции парка здание было полностью демонтировано, а не его месте разбит цветник.
В 1961 году в парке открыт комплекс аттракционов, который располагался на различных площадках парка. Набор аттракционов, а также их местоположение, многократно менялись вплоть до настоящего времени.
Большой общественный резонанс вызвало осушение и застройка в 2004 году так называемого «Детского пруда», примыкавшего к парку с северной стороны. Но вопреки распространенному заблуждению, данный пруд никогда не относился к Центральному парку, а являлся общегородской рекреационной зоной.
В начале 2010 года в парке начался первый этап реконструкции. Полностью отремонтирована верхняя терраса (восстановлена геометрия парковых аллей; асфальтовое покрытие заменено на брусчатку; восстановлен в первозданном виде фонтан «Струя», который в течение нескольких лет не работал и был полностью разрушен; заменены скамейки и налажено освещение). Демонтированы устаревшие аттракционы, а участок парка по ул. Тхапсаева, на котором располагались детские аттракционы, был сдан в долгосрочную аренду предпринимателям для установки новых аттракционов и обслуживания населения. В 2013 году эта территория была расширена за счет присоединения к нему соседнего сквера.
С 2018 по 2021 год при поддержке федеральной целевой программы «Комфортная городская среда» в парке проходил второй этап реконструкции, затронувший нижнюю террасу парка, которая находилась в наиболее неудовлетворительном состоянии. В ходе работ большая часть асфальтового покрытия заменена на брусчатку и тротуарную плитку; заменены скамейки, урны и система уличного освещения; демонтировано аварийное здание бывшего выставочного центра «Иртекс»; перенесен и реконструирован фонтан «Мальчик, играющий на трубе»; полностью восстановлен сломанный вандалами и не функционировавший в течение около 20 лет фонтан «Нимфа»; на набережной территории парка высажены кусты самшита и отремонтированы парапеты, заменена система каналов и мосты через каналы. Территория верхней террасы парка объединена с внутренним двором Национального музея в единый ансамбль.
В конце января 2021 года по решению мэра Владикавказа Тамерлана Фарниева у южного входа в парк были спилены несколько взрослых экземпляров чёрного тополя, что вызвало широкий общественный резонанс среди жителей города.
В конце июля 2021 года восстановлена лодочная станция для отдыхающих.
В 2024 году закончено благоустройство участка парка, расположенного около Чугунного моста, напротив улицы Чермена Баева.

## Биология
Растения

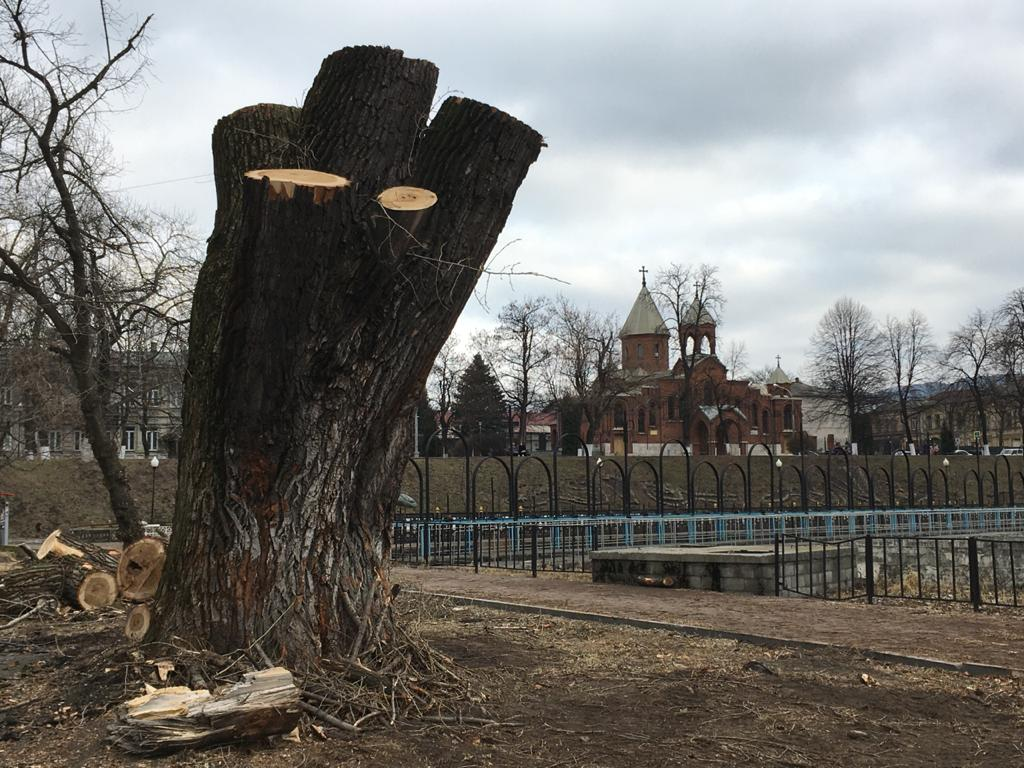
Тополь после кронирования

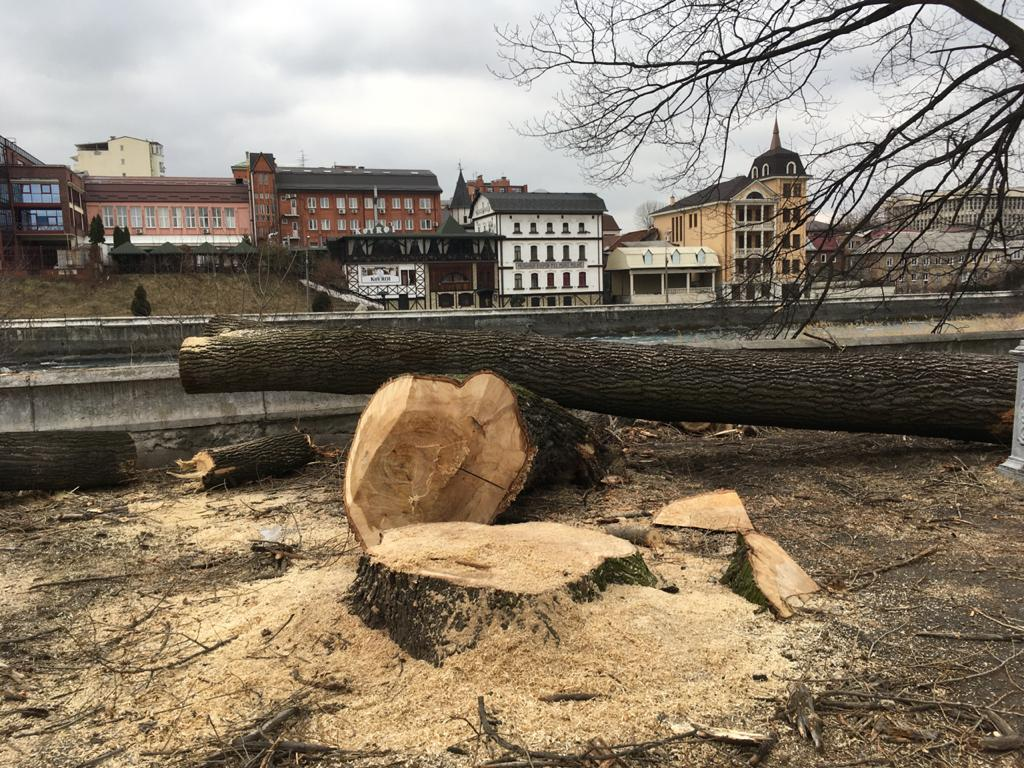
Уничтоженный экземпляр старовозрастного чёрного тополя

Почвенный покров — дерново-аллювиальные почвы.
На территории парка произрастают старовозрастные древесно-кустарниковые посадки. В северной части произрастают ясень и клён остролистный. Некоторые экземпляры этих деревьев достигают 15 метров высоты. Диаметр стволов ясеня от 40 до 50 сантиметров, клёна остролистного — около 30 сантиметров. Присутствуют также более молодые посадки клёна ложно-платанового, липы сердцелистная, белой акации, дуба красного, клёна ясенелистного, бука восточного и граба кавказского. Среди кустарников произрастают гибискус сирийский, сирень обыкновенная и калина обыкновенная.
В южной части парка произрастали несколько старовозрастных экземпляров чёрного тополя с диаметром ствола около 1,2 метров. Зимой 2021 года эти деревья были спилены. На этом участке также присутствуют акация белая, орех грецкий, платан западный и платан восточный.
Вокруг пруда растут ива вавилонская и ива пурпурная. Встречают отдельно посаженные хвойные кипарисовник Лоусона, ель колючая, ель обыкновенная и туя западная.
Травянистый покров характеризуется тремя сообществами:
- пырейно и полынная ассоциации, произрастающие в центральной части на открытой поверхности. На данном участке произрастают сообщества пырея ползучего и полыни обыкновенной.
- снытевая ассоциация под пологом деревьев со снытью обыкновенной.

На территории дендропарка обитают:
Птицы
зелёный дятел, кольчатая горлица, пёстрый дятел, поползень, обыкновенная иволга, обыкновенный скворец, сойка, сорока, грач, серая ворона, крапивник, обыкновенный сверчок, славка серая, черноголовая славка, пеночка-теньковка, серая мухоловка, обыкновенная горихвостка, южный соловей, чёрный дрозд, большая синица, лазоревка обыкновенная, домовый воробей, зяблик, черноголовый щегол, обыкновенный дубонос и садовая овсянка.
Рептилии
Ящерица прыткая, уж обыкновенный.
Амфибии
Жаба зелёная, квакша Шелковникова.
Млекопитающие
Кавказский крот, белогрудый ёж, обыкновенная бурозубка, обыкновенная белка, домовая мышь.
Редкие виды
Квакша Шелковникова.

## Достопримечательности

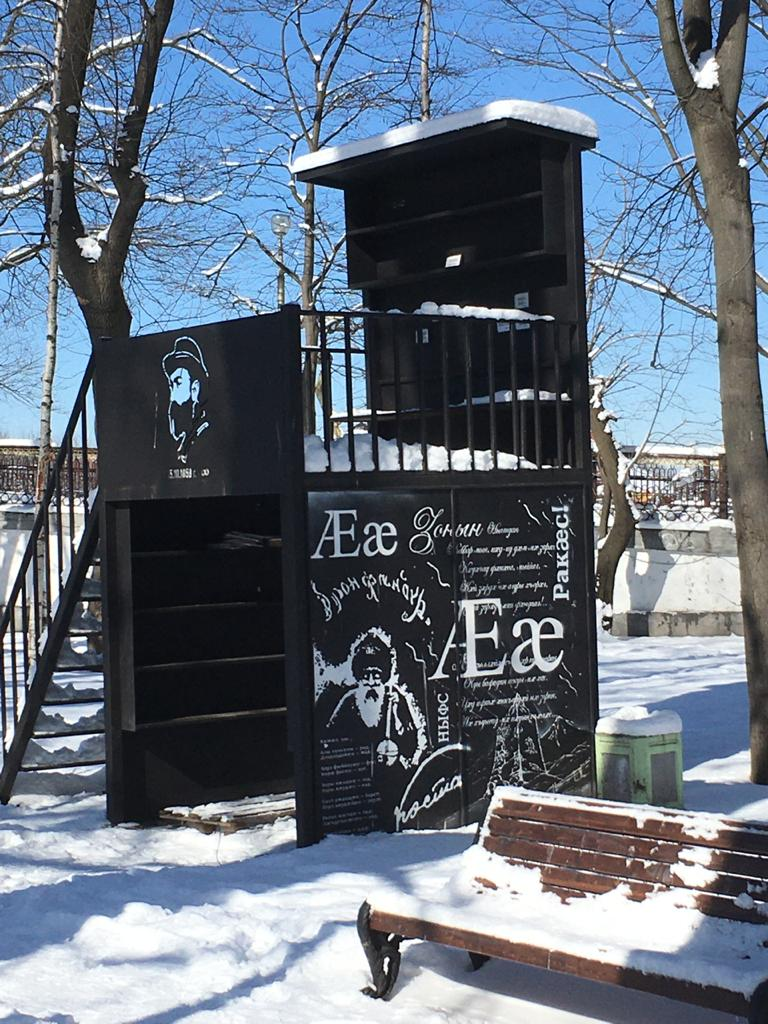
Уличная библиотека

- Особняк барона Штейнгеля — памятник истории и культуры Северной Осетии[13]. В настоящее время в здании располагается администрация муниципального предприятия МБУК "Владикавказский муниципальный Центр досуга и культуры «Радуга», в ведении которой находится в том числе и сам парк им. К. Л. Хетагурова;
- парк атракционов «Тропик-ленд», занимающий всю территорию части парка по ул. Тхапсаева;
- скульптурная композиция — «Старик сказитель-музыкант с подростками»;
- скульптура «Слонёнок»;
- скульптурная композиция «Горянка с оленёнком»;
- крупная скульптурная композиция «Дед и внук»;
- скульптурная композиция «Осетинский парный танец»;
- скульптурная композиция «Чайник и две чашки»;
- фонтан «Цапля»;
- фонтан «Струя» в центре верхней террасы;
- фонтан со скульптурной композицией «Мальчик, играющий на трубе»;
- фонтан со скульптурной композицией «Нимфа» («Обнаженная Маха»);
- фонтан малый в районе Театра оперы и балета, севернее парка аттракционов.

## Социальные объекты
- Рестораны, кафе;
  - «Винченцо»,
  - «Вегас»,
  - Кафе «Горка»;
- павильон для игры в бильярд и шашки;
- площадка для мини-гольфа;
- теннисные корты;
- площадка для воркаута;
- летний театр;
- уличная библиотека;
- зимний ледовый каток;
- лодочная станция на пруду.

## Галерея

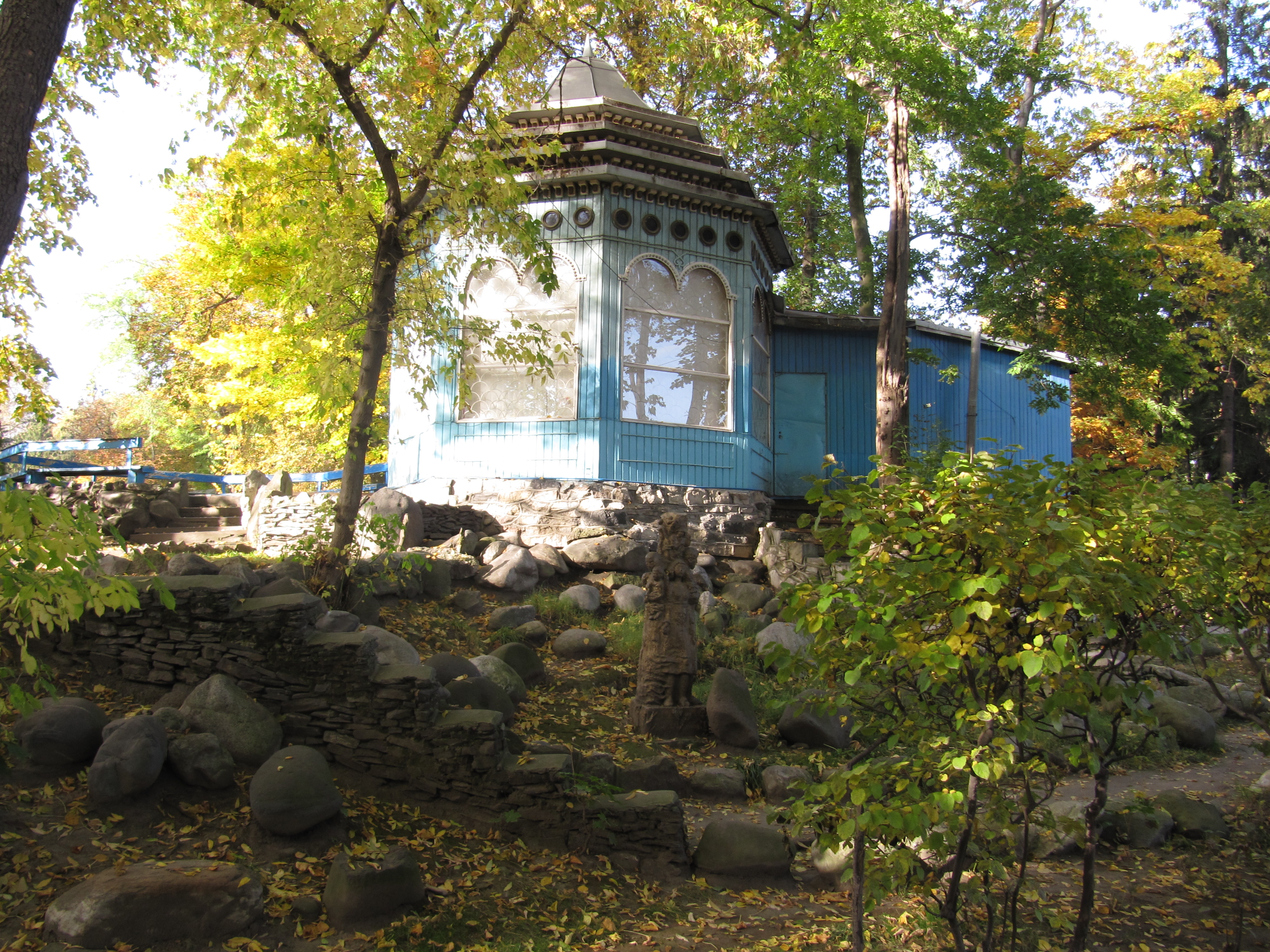
Кафе
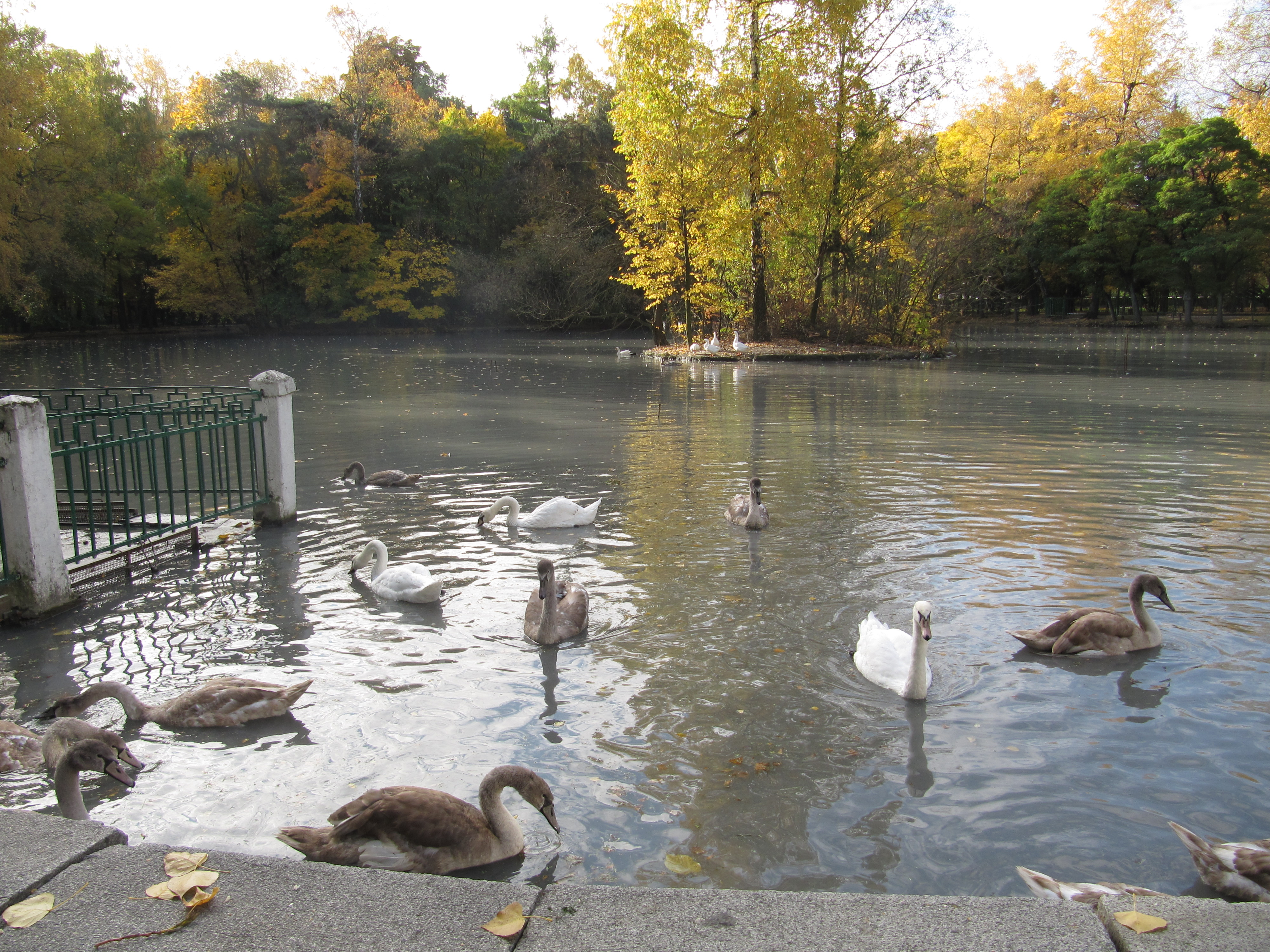
Пруд
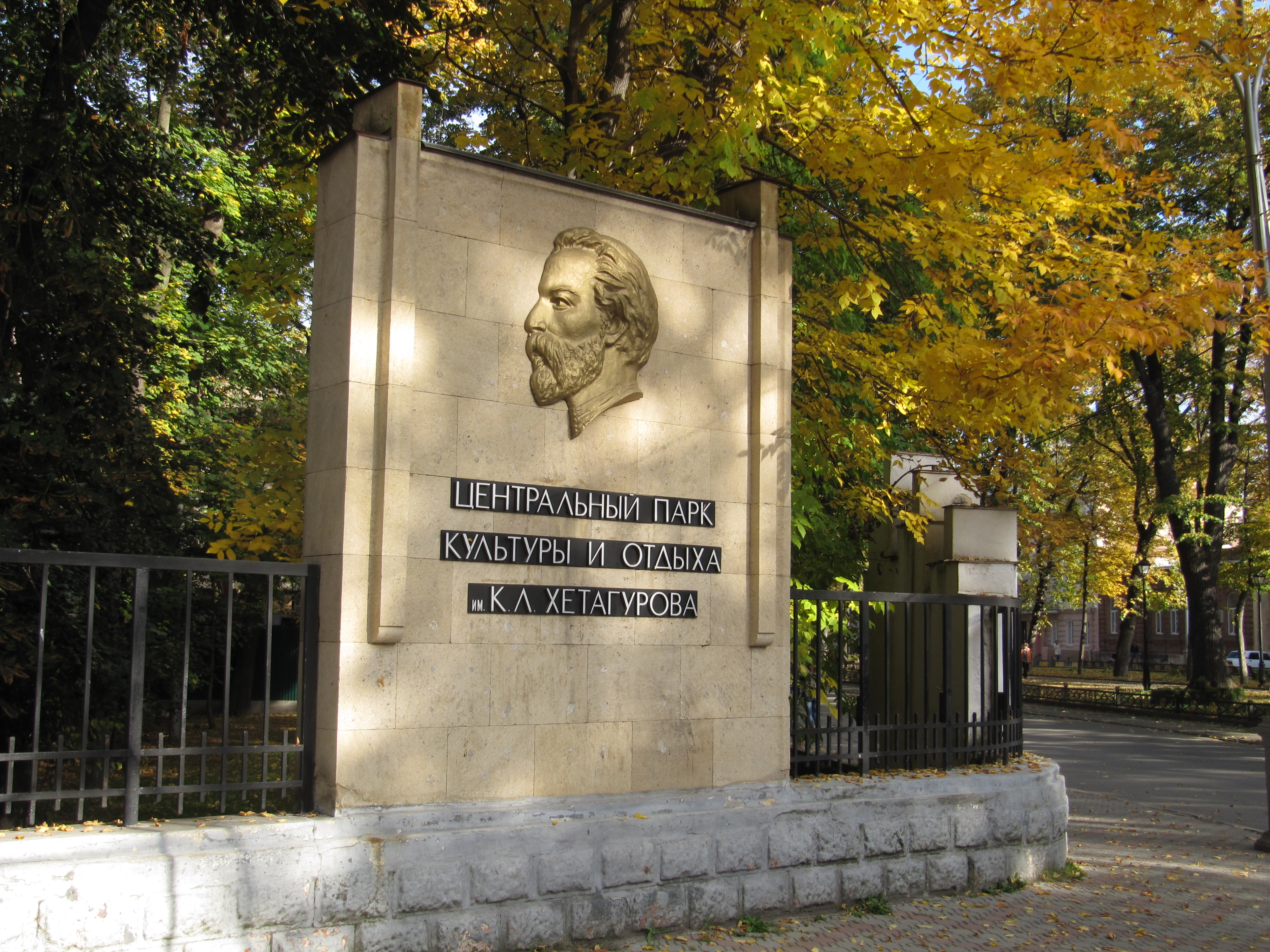
Барельеф Коста Хетагурова при входе в парк
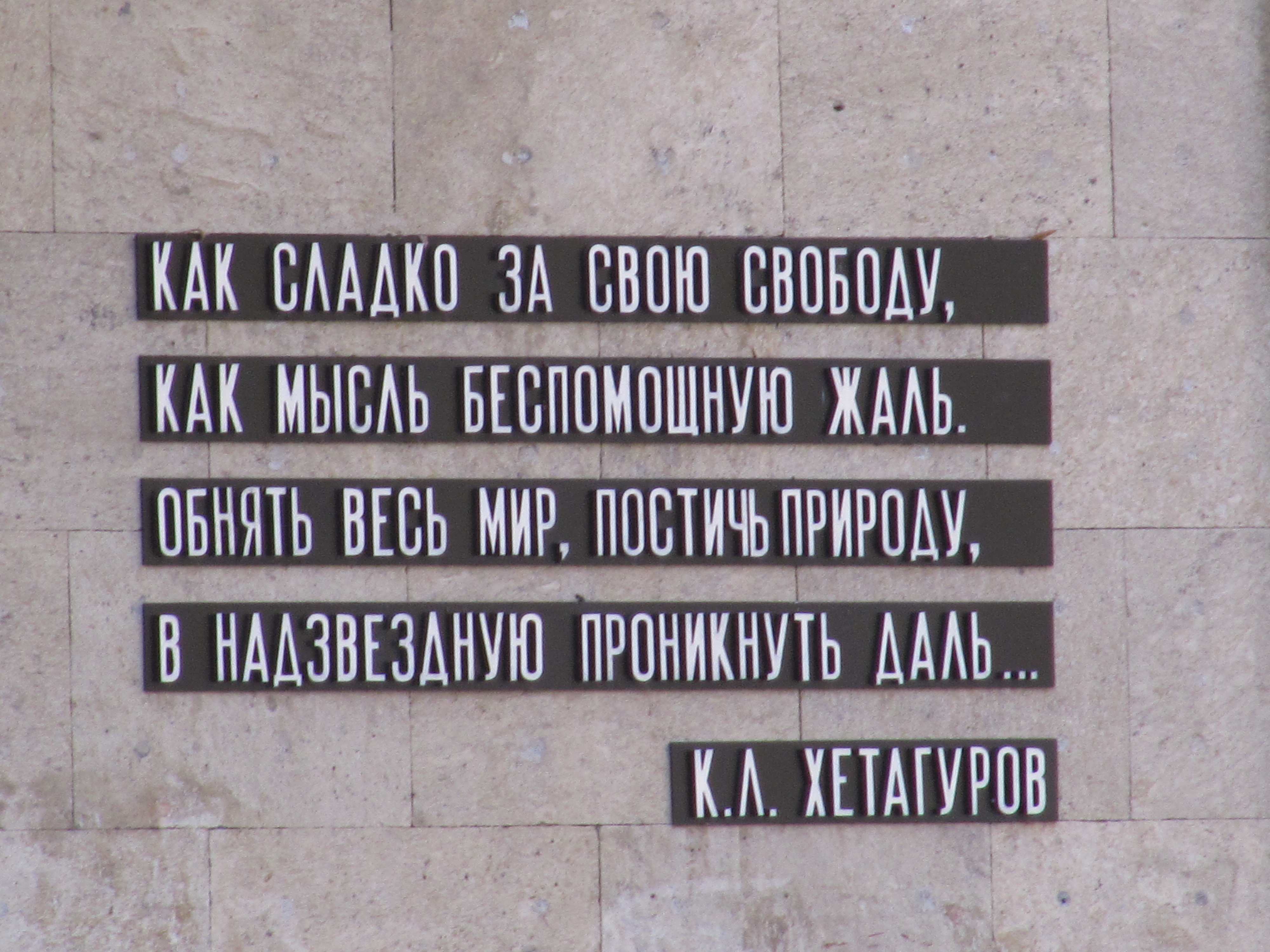
Стихотворение Коста Хетагурова при входе в парк
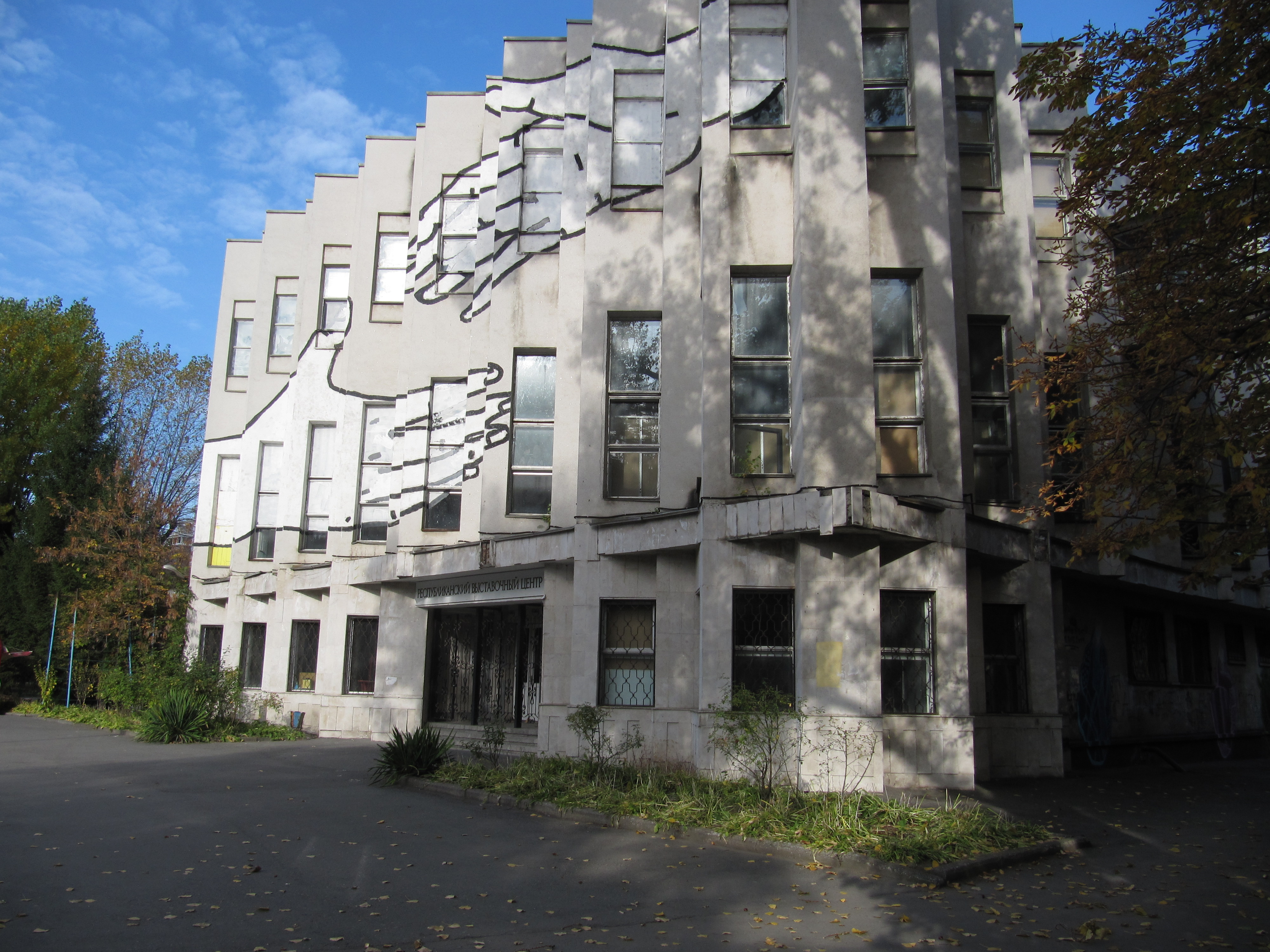
Бывший Республиканский выставочный центр. Разрушен в во время реконструкции парка
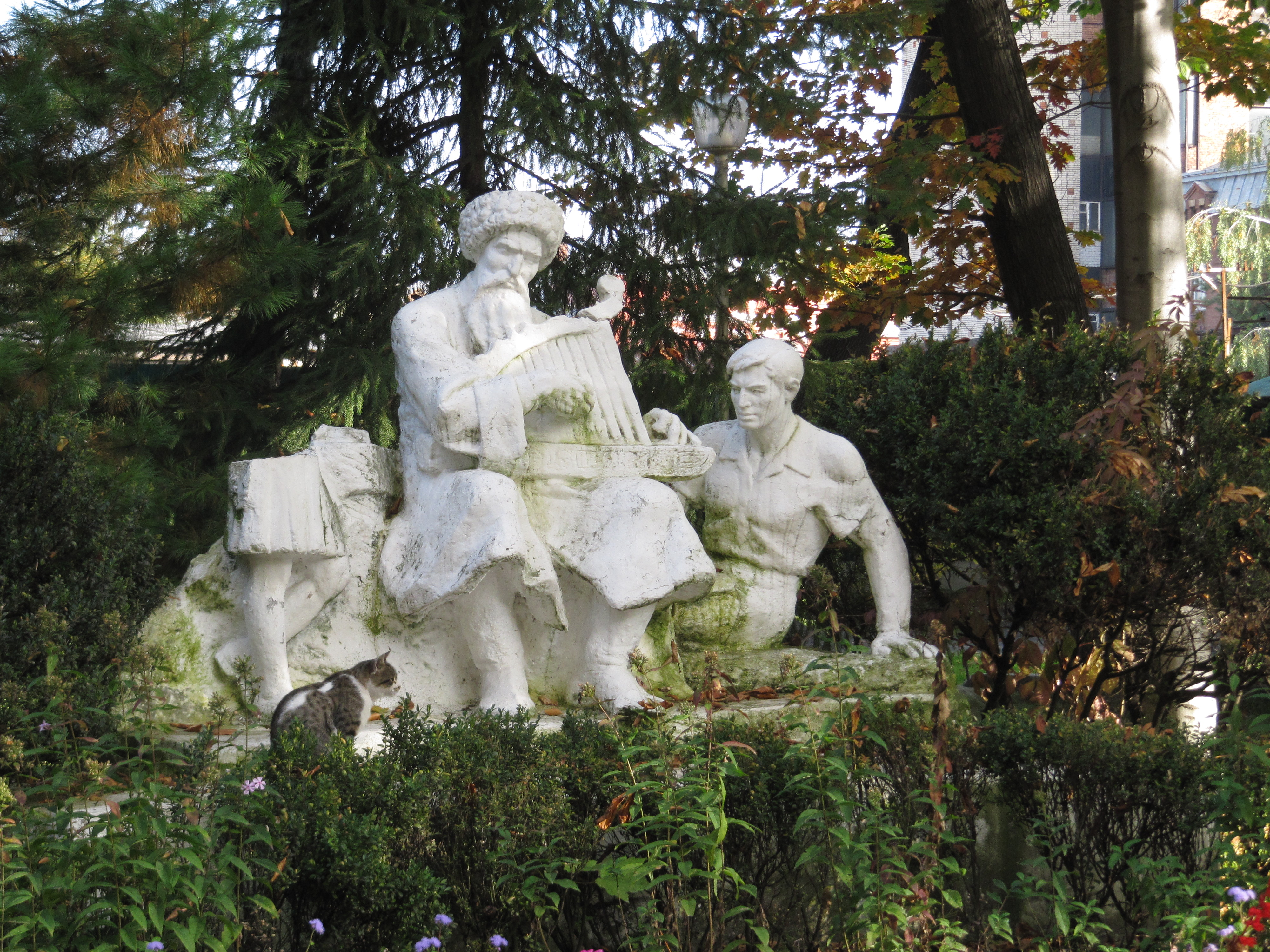
Скульптура